# Osvaldo Fresedo
Osvaldo Nicolás Fresedo (* 5. Mai 1897 in Buenos Aires; † 18. November 1984 in Buenos Aires), genannt „El Pibe de La Paternal“, war ein argentinischer Musiker (Bandoneonist), Arrangeur, Bandleader, Komponist und Texter des Tango.

## Einige Kompositionen
- Armoniaco
- Aromas
- Canto de Amor
- Cielito mío
- El Comisionado
- Criollo viejo
- El Cuco
- Chupate el dedo
- El Espiante
- Mala Sangre
- El Marroco
- El Matecito
- Meneguina
- Siempre es carnaval
- Sollozos
- Tarifa
- Vida mía

## Diskografie (Auswahl)

### Osvaldo Fresedo y su Orquesta Típica

#### 78rpm
- La Bélgica / Nueva York (1920)
- Los Dopados (1922)
- En Galicia hay una niña (1922)
- Primer amor (1923)
- El Campeón / Niebla del Richuelo (1941)
- Sollozos / Siempre es carnaval (1942)
- Aromas / Dulce armagura (1943)
- No quiro verte llorar (1943)
- Este noche (1943)
- Firulete / Poliya (1943)
- Tango mío / Cuartito azul (1944)

#### LPs
- Tangos (1957, mit Alfredo De Angelis)
- Osvaldo Fresedo / Roberto Ray (1959, mit dem Sänger Roberto Ray)
- Tangos fantásticos (1959)
- Osvaldo Fresedo – tangos (1960)
- El sonido de Fresedo (1961)
- Osvaldo Fresedo (1965)
- Osvaldo Fresedo – Vol. 2 (1966)
- Lo mejor de Osvaldo Fresedo (1966)
- Vida mía (1967)
- Bandoneón amigo (1968)
- Fresedo en estereo (1968)
- El día que me quieras (1969)
- Viejo farolito (1970)
- Sosteniendo recuerdos (1974)
- Vida mía (1976, mit dem Sänger Roberto Ray)
- Osvaldo Fresedo (1977, mit den Sängern Ricardo Ruiz und Oscar Serpa)
- Homenaje a Osvaldo Fresedo en 80 aniversario (1977)
- Los grandes creaciones (1979, mit dem Sänger Oscar Serpa)

#### CDs
- Tango en Casa Columbia: Osvalso Fresedo (1988)
- El Pibe de La Paternal (1950-1953) (1994)
- 40 grandes éxitos (1999)